# Бител

Логотип бренда

ООО «Бител» (торговая марка Bitel) (бренды «Бител» и «МобиКард») — является оператором сотовой связи на территории Кыргызстана.
В данное время[какое?] торговая марка «Bitel» выкуплена компанией Билайн и деятельность осуществляется под брендом «Билайн». Отключён в 2009 году.

## Показатели
На март 2005 Сеть «Бител» (BiTel) (бренды «Бител» и «МобиКард») охватывает Бишкек и 5 регионов страны: Чуйскую, Ошскую, Джалалабадскую, Иссык-Кульскую, Нарынскую области.
Абонентам BiTel доступна связь со 121 страной, с операторами которых заключены роуминговые соглашения. На сегодняшний день сеть «Бител» обслуживает 86 базовых станций.
Стоимость оператора, по оценкам российских аналитиков, составляет $150–200 млн.
На ноябрь 2005 г. «Бител» обслуживает приблизительно 470 тыс. абонентов и имеет долю рынка в 87 %.За первые шесть месяцев 2005 г. выручка «Бител» составила около $22,8 млн, ARPU составил около $11.
Нурбек Турдукулов являлся одним из основателей и владельцев Bitel, (экс-заместитель министра транспорта и коммуникаций Кыргызской Республики)
Доля BiTel на 2005 год на рынке сотовой связи Киргизии — 90 %.
На 31 марта 2005 г компания обслуживала около 330 тыс. абонентов. Выручка компании в 2004 г составила 32 млн долл. В 2005 г прогнозный размер выручки составляет 50-60 млн долл.

## История
- В 1997 г. образовано ОсОО «Бител», на паритетной основе АО «Ареопаг» и национальным оператором связи АО «Кыргызтелеком».
- В 2000 г. доля АО «Кыргызтелеком» выкуплена структурами, которые считают подконтрольными Айдару Акаеву.
- В мае 2003 года киргизские фирмы «Ареопаг» (50 % акций «Бител») и «Айдынкол» (50 % акций «Бител») решили продать «Бител» с бермудским офшором в пользу Kyrgyz Mobile Investment Corp (KMIC) (дочерняя структура IPOC International Growth Fund[6] IPOC International Growth Fund произвел авансовый платеж, но дальнейшие платежи и обязательства не исполнил.
- 1 декабря 2003 года — право на приобретение «Бител», согласно условиям договора, закончилось[1]
- Затем IPOC переуступил право выкупа «Битела» казахстанской фирме Fellowes International Holdings Ltd.
- Решив, что IPOC нарушил соглашение «Ареопаг» (50 % акций «Бител») и «Айдынкол» (50 % акций «Бител») перевели акции «Бител» на три офшора, зарегистрированных на Острове Мэн: Kyrgyzstan Mobitel Ltd., Flaxendale Ltd. и George Resources Ltd..
- В ответ IPOC International Growth Fund (от имени Kyrgyz Mobile Investment Corp (KMIC)) подал в Лондонский арбитраж иск против акционеров «Бител».
- В конце 2004 года фирму Fellowes International Holdings Ltd., вместе с опционом на покупку «Бител» у фонда IPOC, приобрела российская компания «Альфа-Телеком», управляющая телекоммуникационными активами «Альфа-Групп», и стала добиваться контроля над киргизским оператором.
- В феврале 2005 года власти Киргизии объявили тендер на покупку «Битела»[7]
- На март 2005 — Стоимость оператора, по оценкам российских аналитиков, составляет $150–200 млн.[1]
- В конце марта 2005 года межрайонный суд по экономическим делам Бишкека наложил арест на акции компании «Бител». И обязал Kyrgyzstan Mobitel Ltd., Flaxendale Ltd. и George Resources Ltd. передать Fellowes 100 % акций «Битела».[7]
- в начале апреля 2005 Генеральная прокуратура Киргизии начала официальное расследование деятельности «Бител». В частности, была начата проверка на предмет того, кто является законным владельцем компании, финансово-хозяйственной деятельности компании.[4]
- 11 апреля 2005[5] владельцы «Бител» продали 100 % акций компаний Kyrgyzstan Mobitel Ltd., Flaxendale Ltd. и George Resources Ltd. (контролирующих 100 % акций ООО «Бител») казахстанским покупателям — инвестиционной группе «Сеймар» («Альянс-Капитал»)[4][8] Сделка оценена в $100–150 млн.[9] Но сумма сделки 70 MUSD[7]
- 15 апреля 2005 года Бишкекский межрайонный суд вынес определение о «понуждении ответчиков к исполнению соглашения о передаче в отношении продажи и покупки 100 процентов собственного капитала в ОсОО „Бител“, заключенного между истцом и ответчиками», Иными словами постановил передать контроль над «Бител» компании Fellowes (От имени Fellowes разбирательство инициировала «Альфа-Групп»).
- 22 апреля 2005 — «Правительство Киргизии не имеет претензий к оператору сотовой связи ОсОО „Бител“» — заявил вице-премьер Киргизии, председатель государственной комиссии по проверке имущества экс-президента страны Аскара Акаевa и членов его семьи Данияр Усенов. Ранее представители киргизского правительства утверждали, что компанию «Бител» контролировал сын экс-президента Айдар Акаев.[5]
- 29 апреля 2005 — компании Сеймар Инвестмент Групп и «Альянс-Капитал», лишили прав на недавно приобретенную в Бишкеке сотовую компанию «Бител». По словам правозащитников, решение суда является противозаконным. Казахстанские бизнесмены намерены потребовать с правительства Киргизии 300 млн долларов за моральный ущерб.[10]
- В середине мая 2005 г. По иску «Альянс-Капитал» судебный орган Англии и Уэльса по гражданским делам — Отделение Королевской Скамьи постановил, что юридический спор за «Бител» можно вести только в пределах Англии и запретил Fellowes настаивать на исполнении решения Бишкекского межрайонного суда.
- Весной 2005 — По иску Fellows коллегия по административным и экономическим делам Бишкекского городского суда (Бишкекский межрайонный суд) вынесла постановление об отмене решения Бишкекского межрайонного суда от 15 апреля 2005 г. и прекращении производства по делу о праве собственности на ООО «Бител». Постановление вынесено по результатам рассмотрения кассационной жалобы компаний Kyrgyz Mobitel Limited, Flexendale Limited и George Resources Limited, которые аффилированы с финансовой компанией «Альянс Капитал». В итоге право собственности ООО «Бител» закреплено за компаниями, аффилированными с «Альянс Капитал» и Seimar Investment Group.
- 19 октября 2005 — Министерство юстиции Киргизии в лице заместителя министра юстиции Эмильбека Орозбаева незаконно перерегистрировало компанию «Бител» на другое юридическое лицо — на ЗАО «Резервспецмет».[11]
- 25 октября 2005 «Резервспецмет» предприняли попытку захвата офиса компании.[12]
- 25 октября 2005 Вечером министр юстиции КР Марат Кайыпов отменил приказ от 19 октября 2005 года на основании, что он был подписан с нарушением установленных норм.[12]
- 12 декабря 2005 года «Альянс Капитал» и «Сеймар» (де-юре Tarino Limited (материнской компании Kyrgyzstan Mobitel Ltd., Flaxendale Ltd. и George Resources Ltd.))[7] продали 51 % долей ООО «Бител» за $150 млн крупнейшему российскому сотовому оператору ОАО «Мобильные ТелеСистемы» (МТС, основной акционер — АФК «Система»), заключив договор опциона о покупке оставшихся 49 % в течение года за $170 млн.[9]
- 15 декабря[7] 2005 Верховный суд Киргизии закрепил права на владение «Бителом» за ЗАО «Резервспецмет», которому на тот момент «Альфа-групп» передала компанию Fellows.[9]

С одной стороны — Минюст Киргизии зарегистрировал «Резервспецмет» собственником «Битела» во исполнение апрельского решения Бишкекского суда, отдающего «Бител» фирме Fellowes, дочерней российской «Altimo». Но в мае Высший суд правосудия Великобритании запретил Fellowes, Altimo, их агентам и юридическим правопреемникам осуществлять любые действия с акциями «Битела» в Киргизии. Значит, Fellowes не имела права продавать права на «Бител» «Резервспецмету».
С другой — решения английского суда не действуют в Киргизии, если их не признает местный суд.
- 1 июля 2006 — Бител предложил российской Sky Mobile «Скай Мобайл», которую 29 июня 2006 на 100 % приобрела Altimo (управляет телекоммуникационными активами «Альфа-Групп») выкупить имущество и бренды BiTel и MobiCard.[14]
- 6 июля 2007 — Лондонский арбитражный суд вынес решение в пользу компании Fellows, («Альфа-групп»), по иску к трем офшорам, формально владеющим «Бителом» и принадлежащим МТС. Согласно этому решению, Fellows имеет право требовать возмещения убытков, нанесенных ей тремя компаниями-совладельцами «Битела». По сути, судебное решение подтверждает права аффилированных с «Альфой» структур на владение «Бителом».[15]
- 13 марта 2007 — МТС решила отказаться от борьбы за «Бител», списать из прибыли 150 млн долларов (сумму покупки 51 % офшора Tarino Limited, на балансе которого тогда числился «Бител») и подала иск против компании Altimo («Альфа»), в надежде отсудить эти деньги[16].
- в июле 2008 года в рамках сделки по покупке акций казахстанской «Кар-Тел», компания Crowell предоставила «ВымпелКому» два опциона на покупку всех акций материнской компании киргизского сотового оператора «Скай Мобайл», с 2005 года распоряжающегося активами «Битела». В соответствии с договором, «Кар-Тел» будет управлять сетью мобильной связи «Скай Мобайл» (Bitel, Бител) на территории Кыргызстана[17].
- 28 ноября 2008 Апелляционный суд острова Мэн отменил решение суда первой инстанции и установил, что суды острова Мэн являются надлежащим форумом для рассмотрения спора об активах «Битела»[17].
- С 2009 года компания предоставляет услуги под единым международным брендом Beeline.
- С 2010 года компания ООО «Sky Mobile» входит в группу компаний «ВымпелКом Лтд».

В Кыргызстане также работали DAMPS-оператор «Кател» (35 тысяч абонентов) и CDMA-оператор «АкТел» (около 4 тысяч абонентов).